# Báburovo státní akademické uzbecké divadlo hudby a dramatu v Oši
Báburovo státní akademické uzbecké divadlo hudby a dramatu v Oši (rusky Ошский Государственный академический узбекский музыкально-драматический театр имени Бабура; uzbecky Бобур номли Ўш Давлат академик ўзбек мусиқали драма театри) je nejstarší profesionální divadlo v Kyrgyzstánu a druhé nejstarší divadlo ve Střední Asii. První divadelní soubor vznikl v roce 1914 pod vedením Rahmonberdi Madazimova. (Bábur byl perský dobyvatel, zakladatel Mughalské dynastie.)

## Zakladatelé divadla
1. Rahmonberdi Madazimov (1914)
2. Beknazar Nazarov
3. Ibrokhim Musaboev
4. Zhurahon Zaynobiddinov
5. Nazirhon Kamolov
6. A. Saidov
7. A.Eshonhonov
8. Urinboy Rahmonov (od roku 1927)
9. Zhurahon Rahmonov (od roku 1937)